# Manota gemella
Manota gemella är en tvåvingeart som beskrevs av Heikki Hippa 2007. Manota gemella ingår i släktet Manota och familjen svampmyggor. Inga underarter finns listade i Catalogue of Life.